# Ladislav Kyselák
Prof. Ladislav Kyselák (27. června 1956 Brno – 15. listopadu 2012 tamtéž) byl český violista a pedagog. Ladislav byl z pěti dětí, které všechny studovaly hudbu. Jejich otcem byl varhaník a hudební pedagog Stanislav Kyselák, matkou Jitka Kyseláková. Hrál na violu J. G. Hellmera z roku 1734 a moderní nástroj Tomáše Pospíchala.

## Studia
Začal hrát na housle v šesti letech. Od 12 let začal studovat v Přípravné hudební škole při Konzervatoři v Brně u Bohumila Kotmela, ve třetím ročníku konzervatoře pak přestoupil na violu u profesora Aloise Moráně. Absolvoval v roce 1976, a v témže roce byl přijat do třídy profesora Josefa Koďouska na pražskou Akademii múzických umění. Absolvoval recitálem v Dvořákově síni Rudolfina.

## Soutěže a kurzy
Významné tituly si jako interpret odnesl ze soutěže Ministerstva kultury Československa, kde získal v roce 1975 čestné uznání, v roce 1979 zde získal titul laureáta. Ladislav Kyselák si odvezl čestné uznání také z britské Hudební soutěže ostrova Man v roce 1980, a titul laureáta z Hudební soutěže v Portsmouthu 1985. Jako porotce zasedal mimo jiné v komisích mezinárodní soutěže Beethovenův Hradec a na mezinárodní soutěži Leoše Janáčka. Jako mentor působil na letních mezinárodních hudebních kurzech Leoše Janáčka a Bohuslava Martinů v Turnově.

## Koncertní kariéra
Byl violistou Nového Vlachova kvarteta (dnes Vlachovo kvarteto Praha), kde působil od jeho znovuzaložení v roce 1982 až do roku 1985. V následujícím roce obsadil místo koncertního mistra viol ve Slovenské filharmonii v Bratislavě, kde setrval tři roky. Po revoluci se stal na devatenáct let členem Janáčkova kvarteta, s nímž natočil několik CD, pořady pro Český rozhlas, Českou televizi a film, a v rámci koncertní činnosti kvarteta vystoupil na řadě světových pódií. Prosadil se také jako žádaný komorní hráč do různých sestav, za zmínku stojí např. společný projekt s Alfrédem Strejčkem, nebo Pavlem Ciprysem.

## Pedagogická kariéra
Prvním pracovištěm Ladislava Kyseláka byla konzervatoř Pardubice, kde od roku 1982 působil jako profesor violy. Po přesunu do Bratislavy v roce 1986 vyučoval také na místní konzervatoři a zároveň přednášel na Vysoké škole múzických umění v Bratislavě. Plynule navázal od roku 1989 působením na Janáčkově akademii múzických umění v Brně. Zde vyučoval až do své smrti předměty Hra na nástroj, Komorní hra a Dějiny a literatura nástroje.

## Diskografie
- C. Stamitz: 6 duet pro violy - Pavel Ciprys (Radioservis)
- M. Haydn; F. Mendelssohn: Smyčcové kvintety - Kvarteto Apollon (ČRo)
- J. Krček: Píseň o domově - Alfréd Strejček (AMOS)
- H. Purcell; H. Eccles; G. F. Händel: Viola v barokní hudbě - Barbara Maria Willi, Josef Popelka (Amabile 1997)
- A. Dvořák: String quintets opp. 1 and 97 - Vlachovo kvarteto (Naxos 2001)
- 50 let Moravského komorního orchestru - Rudolf Šťastný, Renata Bialasová, Věra Brodmann-Nováková (ČRo Brno 1998)
- C. Ditters von Dittersdorf - Leoš Svárovský, Miloslav Jelínek, Bohumil Kotmel, Čeští komorní sólisté (Panton 1992)
- F. I. Tůma: Parthia d moll pro smyčce - Rudolf Šťastný, Renata Bialasová, Věra Brodmann-Nováková, Moravský komorní orchestr (ČRo Brno)
- L. Janáček: Suita pro smyčce - Rudolf Šťastný, Renata Bialasová, Věra Brodmann-Nováková, Moravský komorní orchestr (ČRo Brno)
- G. P. Telemann: Suita pro flétnu - Jiří Stivín, Richard Edlinger, Capella Istropolitana (Naxos 2005)